# Anthony G. Miller
Anthony G. Miller, né en 1951, est un botaniste britannique.
Il a travaillé au Jardin botanique royal d'Edimbourg. Il a décrit pour la première fois et nommé environ 100 espèces de plantes.

## Plantes nommées en son honneur
Les espèces suivantes ont été nommées en son honneur:
- (Araceae) Philodendron milleri Croat
- (Asclepiadaceae) Echidnopsis milleri Lavranos

## Ouvrages principaux
- A.G. Miller, T.A. Cope, J.A. Nyberg, Flora of the Arabian Peninsula and Socotra, volume 1, Edinburgh University Press, 1996, 586 pages.,  (ISBN 0-7486-0475-8).
- A.G. Miller, M. Morris, S. Stuart-Smith, Plants of Dhofar, the southern region of Oman: traditional, economic, and medicinal uses, Ed. Diwan of Royal Court, Sultanato dell'Oman, 1988, 361 pagg.,  (ISBN 0-7157-0808-2).